# 丹因斯萊夫
丹因斯萊夫（Dáinsleif），北歐神話中的魔劍，名字意思為「丹因的遺產」，在斯蒂德呂松的記載中它是國王霍格尼的劍。

## 古詩記載
霍格尼國王向綁架女兒的黑丁表示：「若你想和平解決，你提這個請求為時已晚。現在我拿出丹因斯萊夫，它由矮人創造，每次出鞘都要使一人喪命，從未失敗；此外，如果被它抓傷，傷口無法癒合。」